# Paul Hirsch
Paul Hirsch (Prenzlau, 17 de noviembre de 1878 - Berlín, 1 de agosto de 1940) fue un político alemán, miembro del SPD. Fue Ministro-Presidente de Prusia de 1918 a 1920, sucediendo a Friedrich Ebert. El film propagandístico nazi Der ewige Jude lo cita como uno de los pérfidos judíos que contribuyeron a socavar la República de Weimar.
- Datos: Q65255
- Multimedia: Paul Hirsch / Q65255